# Walter Holten
Walter Holten (* 5. März 1897 in Ingolstadt; † 23. Juni 1972 in Planegg, eigentlich Walter Siegfried Karl Regnet) war ein deutscher Schauspieler, Hörspiel- und Synchronsprecher.

## Leben
Walter Holten kam 1897 als Sohn eines Offiziers in Ingolstadt zur Welt. Ab 1922 trat er regelmäßig als Darsteller auf den Theaterbühnen Münchens auf, wo er vor allem in großen Charakterrollen zu sehen war. Für Carl Boeses Roman einer Nacht stand er 1933 erstmals vor der Filmkamera. Es folgten zahlreiche Nebenrollen in Filmen wie Fahrendes Volk (1938) an der Seite von Hans Albers und Quax, der Bruchpilot (1941) mit Heinz Rühmann. Holten war zeitweilig Mitglied des Bayerischen Staatstheaters und gehörte bis zum Ende des Zweiten Weltkriegs zum Ensemble des Münchner Volkstheaters. 1944 stand er in der Gottbegnadeten-Liste des Reichsministeriums für Volksaufklärung und Propaganda.
Nebenbei gab er Schauspielunterricht und betätigte sich auch beim Hörfunk, wofür er die Goldene Rundfunkplakette erhielt. Bereits in den 1930er Jahren war er auch als Synchronsprecher tätig. So hatte er 1935 Douglas Fairbanks in Das Privatleben des Don Juan und Leslie Howard in Die scharlachrote Blume seine Stimme geliehen. Nach dem Zweiten Weltkrieg synchronisierte er unter anderem Donald Crisp (Arzt und Dämon, Schlagende Wetter), Bing Crosby (Die Glocken von St. Marien), Montagu Love (Robin Hood, König der Vagabunden, Im Zeichen des Zorro) und Erich von Stroheim (Alibi, Boulevard der Dämmerung).
In den 1950er Jahren war er erneut in einer Reihe von Filmen zu sehen, darunter Solange Du da bist (1953) und Sauerbruch – Das war mein Leben (1954). Von 1969 bis 1971 trat er auch mehrfach im Fernsehspiel Königlich Bayerisches Amtsgericht auf. Er starb 1972 im Alter von 75 Jahren in einer Klinik im bayerischen Planegg und wurde auf dem Friedhof am Perlacher Forst in München beigesetzt. Die Grabstätte ist inzwischen aufgelöst.

## Filmografie
- 1933: Roman einer Nacht
- 1934: Achtung! Wer kennt diese Frau?
- 1934: Die Frauen vom Tannhof
- 1935: Der Gefangene des Königs
- 1936: Die letzten Vier von Santa Cruz
- 1936: Straßenmusik
- 1936: Der lachende Dritte
- 1938: Fahrendes Volk
- 1938: Frau Sixta
- 1939: Germanen gegen Pharaonen
- 1939: 15 Minuten nach Mitternacht
- 1939: Der Edelweißkönig
- 1940: Feinde
- 1941: Quax, der Bruchpilot
- 1942: Geheimakte W.B. 1
- 1943: Der unendliche Weg
- 1944/50: Die Schuld der Gabriele Rottweil
- 1952: Das letzte Rezept
- 1953: Solange Du da bist
- 1954: Sauerbruch – Das war mein Leben
- 1954: Morgengrauen
- 1954: Meines Vaters Pferde I. Teil Lena und Nicoline
- 1954: Heimweh nach Deutschland
- 1955: Das Lied von Kaprun
- 1955: Es geschah am 20. Juli
- 1955: Geliebte Feindin
- 1955: Laß die Sonne wieder scheinen
- 1956: Smaragden-Geschichte (TV-Film)
- 1961: Zu viele Köche (TV-Serie, drei Folgen)
- 1964: Das Kriminalmuseum (TV-Reihe, eine Folge)
- 1964: Die fünfte Kolonne (TV-Serie, eine Folge)
- 1969–1971: Königlich Bayerisches Amtsgericht (TV-Serie, neun Folgen)